# قسم تعليم البانتو
أنشأ حكومة الحزب الوطني قسم تعليم البانتو في جنوب إفريقيا في عام 1953. وقد وفر قانون التعليم في بانتو لعام 1953 الإطار التشريعي لهذه الدائرة.

## وظيفة القسم
كان يتم تطبيق الفصل العنصري في التعليم بطريقة عشوائية وغير متساوية، قبل إقرار قانون البانتو التعليمي. حيث كان الهدف من هذا القانون هو تعزيز تعليم البانتو، أي تعليم السود، بحيث يمكن تنفيذ الممارسات التعليمية التمييزية بشكل موحد في جميع أنحاء جنوب إفريقيا. وفي السابق، كانت حكومات المقاطعات تتولى زمام امور تعليم السود.و تولت الحكومة الوطنية المركزية السيطرة على كل تعليم السود في جنوب إفريقيا مع فترة إنشاء القسم. بحيث أصبح الفصل العنصري في التعليم إلزاميًا بموجب القانون.
في البداية، جُمعَت ضريبة الرأي التي فُرضَت فقط على السود في جنوب إفريقيا لدفع تكاليف تعليم البانتو. وفي عام 1972 بدأت الحكومة في استخدام ضرائب عامة التي جمُعَت من البيض لتمويل جزء من تعليم السود. وكانت أبرز السمات المميزة لتعليم البانتو هو التباين بين جودة التعليم المتاح للمجموعات العرقية المختلفة. تلقى تعليم السود عُشر الموارد التي كانت مخصصة لتعليم البيض. وطوال فترة الفصل العنصري، تعلّم الأطفال السود في قاعات صفية مع مدرس: حيث بلغت نسبة التلاميذ 1:56. ومن المشكلات التي لم يكن القسم قادرًا (أو راغبًا) في معالجتها هي المباني المدرسية التي كانت شبه متهدمة، ونقص في الكتب المدرسية، وضعف في تدريب المعلمين.

## مناهج القسم
سعى القسم إلى تزويد الطلاب السود بالقدرات اللازمة للعمل كعمال ذوي مهارات منخفضة. حيث أُهمل التفكير المجرد والموضوعات التي تعتبر غير مفيدة للعمال اليدويين (مثل الرياضيات والعلوم). وأُعطيت الأولوية لتعليم قيم الرؤية المسيحية للطلاب على انها نسخة مؤيدة للفصل العنصري. في المواد التعليمية، صُورَت الثقافة السوداء على أنها بدائية وريفية ومتحجرة غير قابلة للتغيير.

## ردود الأفعال
زوّدت العديد من الجمعيات التبشيرية تعليم لأطفال المدارس السود. حيث مولت الحكومة الوطنية جزءًا لهذه المدارس ولكنها كانت تعمل ببعض الاستقلالية. لم يكن الفصل العنصري سمة مميزة للتعليم التبشيري. حيث توحّد قانون التعليم في بانتو الفصل العنصري التعليمي وأجبر المدارس الإرسالية على تطبيق فصل عنصري صارم من أجل التأهل للحصول على مساعدة مالية. رفضت العديد من مدارس إرساليات التعاون مع حكومة الحزب الوطني، وتوقفت عن العمل بعد مرور القانون.

## نهاية القسم
توقفت الوزارة عن العمل، في عام 1994، بعد أول انتخابات متعددة الأعراق في جنوب إفريقيا. حيث تلّقت جميع وظائفها من العديد من الدوائر الحكومية.و على الرغم من أنّ حكومة ما بعد الفصل العنصري قد ألزمت نفسها بتوفير تعليم جيد للطلاب من جميع الأعراق،  إلا أنّه لا يزال التعليم في جنوب إفريقيا يعوقه إرث القسم والمؤسسات الأخرى.